# L'Union du salut
Pour plus de détails, voir Fiche technique et Distribution.
L'Union du salut (Союз спасения) est un film russe réalisé par Andreï Kravtchouk, sorti en 2019.
Le film a pour sujet l'insurrection décabriste du 14 décembre 1825, ses origines et son déroulement.

## Fiche technique
- Titre original : Союз спасения
- Titre français : L'Union du salut[1]
- Réalisation : Andreï Kravtchouk
- Scénario : Oleg Malovichko et Nikita Vyssotski
- Costumes : Ekaterina Chapkayts
- Photographie : Igor Grinyakine
- Musique : Dmitri Emelianov
- Société de distribution : 20th Century Fox
- Pays d'origine : Russie
- Format : Couleurs - 35 mm
- Genre : action, aventure, drame
- Durée : 136 minutes
- Date de sortie :
  -  Russie : 26 décembre 2019

## Distribution
- Leonid Bitchevine : Sergueï Mouraviov-Apostol
- Ivan Kolesnikov : empereur Nicolas Ier
- Maxime Matveïev : prince Serge Troubetzkoï
- Anton Chaguine : Kondrati Ryleïev
- Pavel Priloutchny : Pavel Pestel
- Ivan Yankovski : Mikhaïl Bestoujev-Rioumine
- Sergueï Agafonov : Piotr Kakhovski
- Igor Petrenko : major Baranov
- Vitali Kichtchenko : empereur Alexandre Ier
- Alexandre Domogarov : Mikhaïl Andreïevitch Miloradovitch
- Alexeï Gouskov : Alexeï Grigorievitch Chtcherbatov
- Sergueï Koltakov : Nikolaï Mordvinov
- Alexandre Oustiougov : Alexeï Orlov
- Alexandre Lazarev : Alexandre von Benckendorff

## Distinctions

### Récompenses
- 19e cérémonie des Aigles d'or : meilleur acteur dans un second rôle, meilleure photographie, meilleure direction artistique, meilleur costume, meilleur son, meilleur maquillage et meilleurs effets spéciaux

### Nominations
- 19e cérémonie des Aigles d'or : meilleur film, meilleur scénario, meilleur acteur au cinéma, meilleure actrice dans un second rôle, meilleur musique et meilleur montage